# 七峰站
七峰站是一个侯西线上的铁路车站，位于陕西省合阳县独店乡，建于1971年，目前为四等站，邮政编码为715305。目前客运：办理旅客乘降；行李、包裹托运；不办理货运营业。
1. ↑  GB/T 10302-2010：中华人民共和国铁路车站代码（代替GB/T 10302-1988）．2010年9月2日公布，2010年12月1日实施．中华人民共和国国家质量监督检验检疫总局、中国国家标准化管理委员会: 28．